# Halfing
Halfing é um município da Alemanha, situado no distrito de Rosenheim, no estado da Baviera. Tem 22,81 km² de área, e sua população em 2019 foi estimada em 2.791 habitantes.